# Arquidiocese de Cape Coast
A Arquidiocese de Cape Coast (Archidiœcesis A Litore Aureo) é uma circunscrição eclesiástica da Igreja Católica situada em Cape Coast, Gana. Seu atual arcebispo é Gabriel Charles Palmer-Buckle. Sua Sé é a Catedral São Francisco de Sales de Cape Coast.
Possui 55 paróquias servidas por 142 padres, contando com 2003000 habitantes, com 18,2% da população jurisdicionada batizada.

## História
A prefeitura apostólica da Costa do Ouro foi erigida em 27 de setembro de 1879, recebendo o território do vicariato apostólico das Duas Guinés (atual arquidiocese de Libreville).
Em 28 de junho de 1895 cedeu uma parte do seu território para a ereção da prefeitura apostólica da Costa do Marfim (hoje arquidiocese de Abidjan).
Em 25 de maio de 1901 a prefeitura apostólica foi elevada a vicariato apostólico com o breve Romanorum Pontificum do Papa Leão XIII.
Em 15 de março de 1923, em 2 de fevereiro de 1932 e em 2 de dezembro de 1943, ele cedeu partes de seu território para o benefício da ereção, respectivamente, dos vicariados apostólicos do Baixo Volta (atual diocese de Keta-Akatsi) e de Kumasi (atualmente arquidiocese) e da prefeitura apostólica de Accra (hoje arquidiocese).
Em 18 de abril de 1950 por força da bula Laeto accepimus do Papa Pio XII o vicariato apostólico foi elevado a arquidiocese metropolitana e assumiu seu nome atual.
Em 20 de novembro de 1969 cedeu outra parte do território para a ereção da diocese de Sekondi-Takoradi.

## Prelados
|                | Nome                             | Período    | Notas                                                   |
| Arcebispos     | Arcebispos                       | Arcebispos | Arcebispos                                              |
| -------------- | -------------------------------- | ---------- | ------------------------------------------------------- |
| 5º             | Gabriel Charles Palmer-Buckle    | 2018-      | Atual                                                   |
| 4º             | Matthias Kobena Nketsiah         | 2010-2018  |                                                         |
| 3º             | Peter Turkson                    | 1992-2009  | Nomeado Presidente do Pontifício Conselho Justiça e Paz |
| 2º             | John Kodwo Amissah †             | 1959-1991  |                                                         |
| 1º             | William Thomas Porter, S.M.A. †  | 1950-1959  |                                                         |
| Bispos         |                                  |            |                                                         |
| 8º             | William Thomas Porter, S.M.A. †  | 1933-1950  |                                                         |
| 7º             | Ernest Hauger, S.M.A. †          | 1925-1932  |                                                         |
| 6º             | François-Ignace Hummel, S.M.A. † | 1906-1924  |                                                         |
| 5º             | Isidore Klaus, S.M.A. †          | 1904-1905  |                                                         |
| 4º             | Maximilien Albert, S.M.A. †      | 1895-1903  |                                                         |
| 3º             | Jean-Marie Michon, S.M.A. †      | 1894-1895  |                                                         |
| 2º             | Joseph Pellat, S.M.A. †          | 1886-1893  |                                                         |
| 1º             | Ange Gaudeul, S.M.A. †           | 1877-1886  |                                                         |
| Bispo-auxiliar |                                  |            |                                                         |
|                | Matthias Kobena Nketsiah         | 2006-2010  | Elevado a Arcebispo                                     |
|                | John Kodwo Amissah               | 1957-1957  | Elevado a Arcebispo                                     |